# Villa Dalkulla
La villa Dalkulla est une villa construite dans le quartier de Viherlaakso à Espoo en Finlande.

## Présentation
La Villa Dalkulla est une villa en rondins à Viherlaakso en bordure de la Turuntie.
L'architecte Lars Sonck l'a construit pour l'habiter lui-même.
La villa, située dans un endroit pittoresque offre une vue sur le lac Lippajärvi,.
La Villa Dalkulla est entourée d'une cour carrée.
Ledifice a pris son aspect actuel en 1938, lorsqu'il a été agrandi et qu'une tour a été construite à côté.
Les deux changements étaient l'œuvre de Lars Sonck.
La Villa Dalkulla est représentative de l'oeuvre de Lars Sonck : elle est située sur une colline escarpée, la surface est en bois sombre, soulignée par des détails clairs, elle comprend une tour et une cour fermée.
Après Lars Sonck, la Villa Dalku a appartenu au conseiller commercial Leo Wainstein des années 1930 au début des années 1970, jusqu'à son rachat par Helkama Oy.
Depuis, Helkama Oy a loué le bâtiment au service de Santé Mentale d'Espoo.